# 坎普斯热拉斯
坎普斯热拉斯是巴西米纳斯吉拉斯州的一个市镇。总面积769.207平方公里，总人口26954人，人口密度35人/平方公里。